# Нокаміксон Тауншип (округ Бакс, Пенсільванія)
Нокаміксон Тауншип (англ. Nockamixon Township) — селище (англ. township) в США, в окрузі Бакс штату Пенсільванія. Населення — 3379 осіб (2020).

### Клімат
| Клімат : Нокаміксон Тауншип  | Клімат : Нокаміксон Тауншип | Клімат : Нокаміксон Тауншип | Клімат : Нокаміксон Тауншип | Клімат : Нокаміксон Тауншип | Клімат : Нокаміксон Тауншип | Клімат : Нокаміксон Тауншип | Клімат : Нокаміксон Тауншип | Клімат : Нокаміксон Тауншип | Клімат : Нокаміксон Тауншип | Клімат : Нокаміксон Тауншип | Клімат : Нокаміксон Тауншип | Клімат : Нокаміксон Тауншип | Клімат : Нокаміксон Тауншип |
| Показник                     | Січ.                        | Лют.                        | Бер.                        | Квіт.                       | Трав.                       | Черв.                       | Лип.                        | Серп.                       | Вер.                        | Жовт.                       | Лист.                       | Груд.                       | Рік                         |
| Середній максимум, °C        | 3,0                         | 5,0                         | 9,7                         | 16,6                        | 22,0                        | 26,7                        | 29,1                        | 28,1                        | 24,3                        | 18,0                        | 11,9                        | 5,4                         | 16,7                        |
| Середня температура, °C      | −1,8                        | −0,3                        | 4,0                         | 10,2                        | 15,6                        | 20,6                        | 23,1                        | 22,2                        | 18,1                        | 11,8                        | 6,4                         | 0,8                         | 10,9                        |
| Середній мінімум, °C         | −6,6                        | −5,5                        | −1,7                        | 3,8                         | 9,2                         | 14,5                        | 17,1                        | 16,3                        | 12,0                        | 5,7                         | 1,0                         | −3,8                        | 5,2                         |
| Норма опадів, мм             | 89                          | 73                          | 95                          | 107                         | 108                         | 110                         | 130                         | 105                         | 113                         | 115                         | 96                          | 106                         | 1247                        |
| Вологість повітря, %         | 68.7                        | 65.0                        | 60.3                        | 58.7                        | 63.3                        | 69.2                        | 69.0                        | 72.0                        | 72.9                        | 71.2                        | 69.8                        | 70.1                        | 67.5                        |
| ---------------------------- | --------------------------- | --------------------------- | --------------------------- | --------------------------- | --------------------------- | --------------------------- | --------------------------- | --------------------------- | --------------------------- | --------------------------- | --------------------------- | --------------------------- | --------------------------- |
| Джерело: PRISM Climate Group |                             |                             |                             |                             |                             |                             |                             |                             |                             |                             |                             |                             |                             |

## Демографія
Згідно з переписом 2010 року, у селищі мешкала 3441 особа в 1378 домогосподарствах у складі 981 родини. Було 1493 помешкання
Расовий склад населення:
| - 97,4 % — білих - 0,3 % — чорних або афроамериканців - 0,3 % — азіатів - 0,1 % — корінних американців |

До двох чи більше рас належало 1,4 %. Частка іспаномовних становила 1,7 % від усіх жителів.
За віковим діапазоном населення розподілялося таким чином: 19,2 % — особи молодші 18 років, 66,7 % — особи у віці 18—64 років, 14,1 % — особи у віці 65 років та старші. Медіана віку мешканця становила 46,3 року. На 100 осіб жіночої статі у селищі припадало 106,0 чоловіків;  на 100 жінок у віці від 18 років та старших — 106,2 чоловіків також старших 18 років.
Середній дохід на одне домашнє господарство  становив 85 547 доларів США (медіана — 73 109), а середній дохід на одну сім'ю — 94 455 доларів (медіана — 85 354). Медіана доходів становила 52 266 доларів для чоловіків та 43 523 долари для жінок. За межею бідності перебувало 4,0 % осіб, у тому числі 5,4 % дітей у віці до 18 років та 1,0 % осіб у віці 65 років та старших.
Цивільне працевлаштоване населення становило 1911 осіб. Основні галузі зайнятості: освіта, охорона здоров'я та соціальна допомога — 21,9 %, виробництво — 15,5 %, роздрібна торгівля — 12,3 %, будівництво — 12,0 %.